# Jurij Andreevič di Novgorod
Jurij Andreevič di Novgorod, conosciuto anche come Jurij Bogoljubskj. (1150 circa – Tbilisi, 1193/4) è stato un principe russo, figlio più giovane di Andrej Bogoljubskij.

## Biografia

### Infanzia
Nel 1169 Jurij Andreevič guidò come capo gli eserciti della Repubblica di Novgorod e Rostov (o anche Suzdal') nella campagna contro Kiev. I figli di Rostislav I Mstislavič (Gran principe di Kiev) non difesero Kiev, ma organizzarono la difesa dei loro personali possedimenti nel principato di Kiev. L'assedio di Vyšhorod durò 9 settimane: Jurij non voleva versare sangue e il suo esercitò ritornò in patria indenne.
Secondo la Cronaca di Ipat'ev, l'esercito alleato, dopo aver ricevuto la notizia dell'avvicinamento dell'esercito volino-galiziano e dei "cappucci neri", iniziò a ritirarsi attraverso il Dnepr.
Nel 1171 o 1172 (le cronache sono discordanti) il padre, Andrej Bogoljubskj, lo avrebbe insignito del titolo di principe di Novgorod.
Raccontando la morte di Andrej Bogoljubskj, avvenuta nel 1174, le cronache menzionano che "suo figlio è piccolo a Novgorod". Ne risulterebbe che Jurij, a causa della sua giovane età, non potesse esercitare il vero comando dell'esercito nelle sue campagne. Nel 1175, i Novgorodiani espulsero il principe Jurij e imprigionarono Svjatoslav Mstislavič.
Secondo Tatishchev in "Storia della Russia", i boiardi di Suzdal' decisero di richiamare Jurij Andreevič da Novgorod. Michele I coprì la carica di reggente, in attesa del raggiungimento dell’età adulta di Jurij. lo storico N. M. Karamzin sostiene che gli avvenimenti riportati da Tatishchev sono assenti dalle cronache sopravvissute nel tempo. Durante la guerra di Michele I e Vsevolod III contro i loro nipoti Mstislav di Rostov e Jaropolk Rostislavič Jurij Andreevič era nell'esercito di Vladimiri, ma nella maggior parte delle cronache, ad eccezione di Ipat'ev, questo fatto non è menzionato.
I successivi eventi della vita di Jurij sono tramandati solo da fonti georgiane e armene (inoltre, le fonti georgiane non menzionano nemmeno il nome del principe). Secondo il cronista della regina Tamara di Georgia, Vsevolod III espulse suo nipote dal principato e fuggì dai Cumani.

#### Potere reale

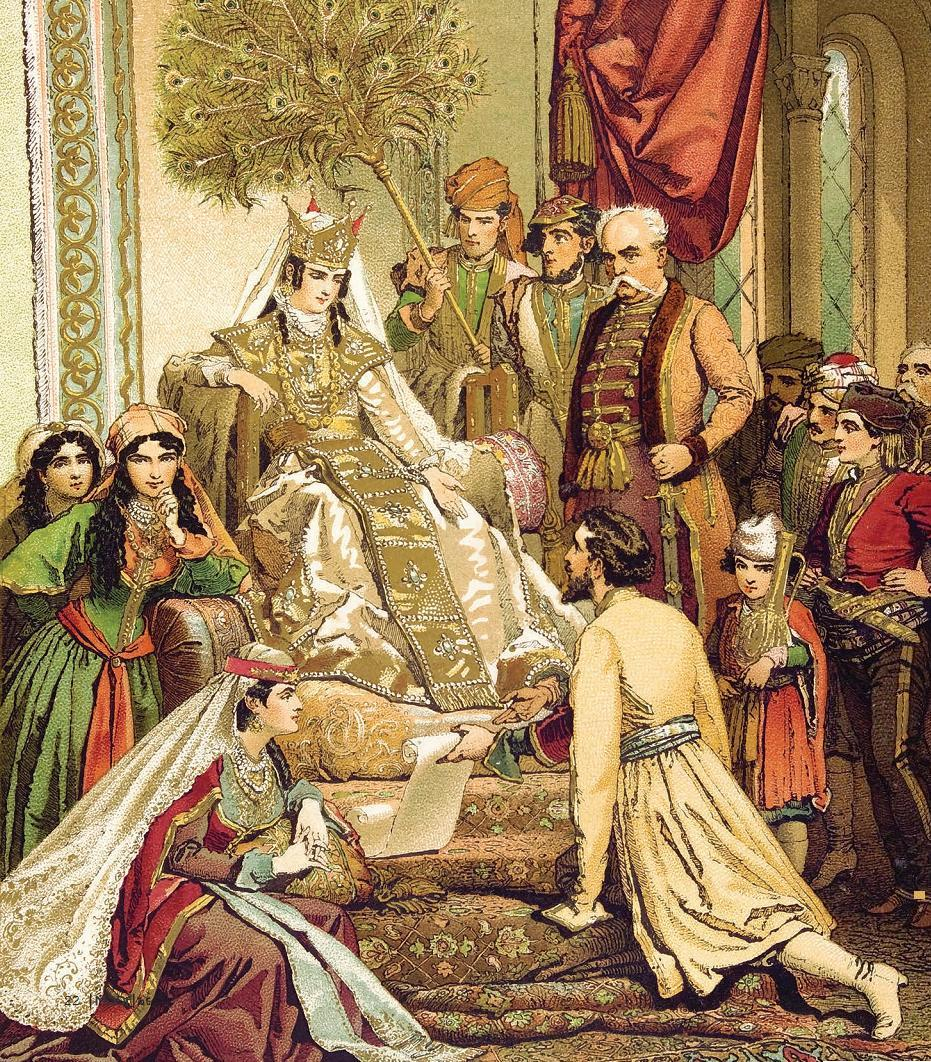
La regina Tamara che accoglie Jurij nel palazzo reale

Alla morte del re di Georgia Giorgio III, nel 1185, gli successe la figlia Tamara. Il consiglio di stato georgiano (darbazi) decise di sceglierle un marito, e il nobile Abul-Asan dichiarò: “Conosco il principe, figlio del granduca russo Andrej; rimase minorenne dopo suo padre e, inseguito da suo zio Savalat (Vsevolod), si ritirò in un paese straniero, ora è nella città del re Kipchak Sevendzh". Il mercante Zankan Zorababeli si recò dai Cumani e da lì portò il principe Jurij, "un giovane valoroso, perfetto nel fisico e piacevole da contemplare".
Secondo I. A. Javakhishvili, Jurij arrivò in Georgia alla fine del 1185. Secondo Kekelidze, Tamara all'inizio rifiutò di sposarsi e disse che non voleva affatto il matrimonio, ma Rusudan e l'esercito insistettero. Un'altra fonte afferma che la regina volle prima metterlo alla prova per svelare i meriti e i demeriti dello sposo.
Il matrimonio è stato descritto come “senza pari e difficile da immaginare: numerosi spettacoli, l'offerta di pietre preziose, perle, oro forgiato ed in lingotti, tessuti costosi, cuciti e tagliati; divertimento, intrattenimento, offerta e regali sono durati un'intera settimana”.
Secondo lo storico armeno Stepanos Orbelian, Giorgio comandò le truppe georgiane che presero la città di Dvin. In "Storia e lode dei portatori della corona", Giorgio, alla testa dell'esercito georgiano, condusse con successo due campagne: la prima - contro le terre di Kars, la seconda - verso est, contro il "paese dei Parti". Anche Jurij e Tamara si sono incontrati con Shirvanshah (dinastia araba persianizzata).
Tuttavia, il rapporto tra i coniugi presto si inasprì. Le cronache georgiane accusano Jurij di ubriachezza e altri misfatti. Per due anni e mezzo Tamara tollerò il comportamento del marito, sebbene gli rivolgesse ammonimenti tramite i monaci. Quando lei iniziò ad accusarlo Jurij rispose torturando persone innocenti ("sottoposte a picchiare persone onorevoli senza motivo e torturate strappandone le membra"). Molti storici sostengono che i conflitti tra vari gruppi della nobiltà georgiana abbia avuto un ruolo importante negli eventi successivi.
Tamara decise di sciogliere il matrimonio, evento quasi senza precedenti per uno stato cristiano e dichiarò pubblicamente che avrebbe lasciato il tetto coniugale a causa della cattiveria di suo marito. La zia Rusudan e i principi georgiani sostennero le sue azioni. Nel 1188 (altre fonti dicono nel 1187) Giorgio fu inviato a Costantinopoli con grandi tesori. I cronisti georgiani affermano che Giorgio fu "esiliato dal paradiso visibile" e "fu infelice non tanto a causa del suo rovesciamento dal trono reale, ma a causa della privazione del fascino di Tamar".
Secondo lo storico armeno Mkhitar Goš, "il regno georgiano era in agitazione, poiché Tamara, la figlia dello zar Giorgio, lasciò il suo primo marito, il figlio del re di Ruzes, e sposò un altro marito del regno di Alania, chiamato Soslan da parentela materna...".

### Dopo l'esilio
Alcuni anni dopo, di ritorno da Costantinopoli, Jurij arrivò a Karnu-Kalak (Erzurum), dove si unirono a lui molti nobili georgiani con truppe: Abul-Asan, il ministro della corte Vardan Dadiani, il sovrano di Klarjeti e Shavsheti Gusan, Bozo Samtskhi (nell'anno 1190 o 1191). I sostenitori di Jurij occuparono Kutaisi, e fu incoronato nel palazzo Geguti, i suoi sostenitori fecero irruzione fino alla città di Gori. Ciononostante,  un esercito fedele alla regina Tamara, guidato da Zakharia e Ivane Mkhagrdzeli (Dolgorukij) Zakaryans, vinse la battaglia nella pianura di Nial. Infine, Jurij fu fatto prigioniero, per poi essere perdonato e rilasciato insieme al figlio di Vardan, Ivan.
Imperterrito, Jurij decise di continuare la lotta per il potere e sposò una principessa Cumana. Andò da Abu-Bekr, l'atabek dell'Azerbaigian, che gli assegnò terre ad Arran. Con le truppe di Ganja ed Arran nel 1193, invase Cachezia e devastò la valle di Alazani, ma il distaccamento di Sažir Makhatelisdze lo sconfisse. Jurij riuscì a fuggire.
Gli ultimi gironi di Jurij sono a noi sconosciuti. Secondo Suren Yeremian, fu sepolto nella Chiesa del Monastero di Lurdj (San Jurij il Teologo) a Tbilisi.

## Nella cultura di massa
L'immagine di Jurij è stata più volte utilizzata nelle opere d'arte:
- Shalva Dadiani, il romanzo "Yuri Bogolyubsky" (scritto nel 1919-1924, pubblicato nel 1926). Traduzione russa: Tb., 1951.
- Citato nel romanzo di I. Gorskaya "Un secolo breve".
- Sceneggiatura di Merabi Gedevanov "La regina Tamara e Yuri Bogolyubsky".
- La storia di Lasha Bugadze "Il primo russo".
- Romanzo: Batiashvili G. Man from Babylon / Per. con carico. M., Testo. 2007.271 pp. (link inaccessibile) (incluso nel numero di attori)
- Romanzo: Alexandra Voinova, "Tamara e David" / Prima edizione - Casa editrice statale dell'Ossezia del Sud, 1962 / - uno dei personaggi principali).

## Fonti e ricerche archeologiche e storiche
Tale è l'opinione dei compilatori dell'indice della prima cronaca di Sofia. M., 2000.S. 563
1. PSRL, volume I, articolo 365 (sotto l'anno 6682); T. II, articolo 566 (sotto l'anno 6681); vol.III, p.34, 222 (sotto l'anno 6680), vol.VI, fascicolo 1, articolo 237 (sotto l'anno 6682), vol.VII, pagina 88 (sotto l'anno 6682); v. IX, p. 248 (sotto l'anno 6682); Cronaca della Trinità. SPb, 2002.S.251
2. PSRL, volume I, articolo 365; T. II, articolo 573; vol.III, pagina 34, 223, volume IV, parte 1, pagina 589, volume VII, pagina 88; t.IX, p.248, t.Xv, p.249; Cronaca della Trinità. SPb, 2002.S.251
3. PSRL, volume IV, parte 1, pagina 165 (sotto l'anno 6682), volume VI, numero 1, articolo 238 (sotto l'anno 6682)
4. PSRL, Vol. II, Stb. 575-577 (sotto l'anno 6682)
5. PSRL, volume II, articolo 595; vedi anche: vol.I, articolo 371 (età non menzionata)
6. PSRL, vol. III, pag. 34, 162, 223, 471, vol. IV, parte 1, pag. 165, vol. VI, fascicolo 1, stb. 240, vol. IX, pag. 248, vol. XV, p.256, vol. XVI, p.314
7. Tatishchev V.N. Storia russa. M., 2003. In 3 volumi.Vol. 2. S.368-369
8. Karamzin N.M. Storia dello Stato russo. T. II-III. M., 1991.S.530
9. PSRL, vol.II, stb.600
10. Yeremian 1946, pagine 395-396, pagine 407-410, 415-418
11. Storia e lode dei portatori della corona, capitoli 17-21, 24, 30
12. La vita della regina Tamar Queens, pagina 30-31.

### Fonti primarie
- Collezione completa di cronache russe (link nelle note).
- La vita della regina Tamar Queens. / Per. ed è entrato. V.D. Dondua, ca. M.M.Berdznishvili. Tb., 1985.71 p.11000 copie.
- Storia e lode dei portatori della corona. / Per. K.S. Kekelidze. Tb., 1954.112 p.

### Ricerche
- Arutyunova-Fidanyan V.A. Armeni ortodossi nella Russia nord-orientale.
- Georgy Andreevich (marito della regina Tamara) // Dizionario biografico russo: in 25 volumi. - San Pietroburgo - M., 1896-1918.
- Gumilev L. N. Antica Russia e Grande Steppa. M., 1989. S.345-346.
- Yeremian S. T. Yuri Bogolyubsky secondo fonti armene e georgiane. / Atti dell'Università statale di Yerevan. 1946. Vol. 23. S.389-421.
- Karamzin N.M. Storia dello Stato russo. T. II-III. M., 1991. S. 366, 367, 430-431 (sulla Georgia); comm. al volume III n. 18, 39, 40, 44, 146.
- Papaskiri ZV Alle origini dei rapporti politici georgiano-russo. Ed. TSU. T.B., 1982.
- Papaskiri ZV Episodio della storia delle relazioni russo-georgiane. // Storia dell'URSS, n. 1, ed. La scienza. M., 1977. S.135-143.
- Chelidze V.V. Cronache storiche della Georgia. Libro 2. XI-XII secoli / Per. con carico. Tb., 1988. S. 225-241.